# Taisuke Miyazaki
Taisuke Miyazaki (宮崎 泰右 Miyazaki Taisuke?), född 5 maj 1992 i Saitama prefektur, är en japansk fotbollsspelare.
Miyazaki började sin karriär 2010 i Omiya Ardija. Efter Omiya Ardija spelade han för Shonan Bellmare, Thespakusatsu Gunma, FC Machida Zelvia, Tochigi SC och Vanraure Hachinohe.